# Nephrotoma semiflava
Nephrotoma semiflava är en tvåvingeart som först beskrevs av Gabriel Strobl 1909.  Nephrotoma semiflava ingår i släktet Nephrotoma och familjen storharkrankar. Inga underarter finns listade i Catalogue of Life.